# 尼赫鲁主义

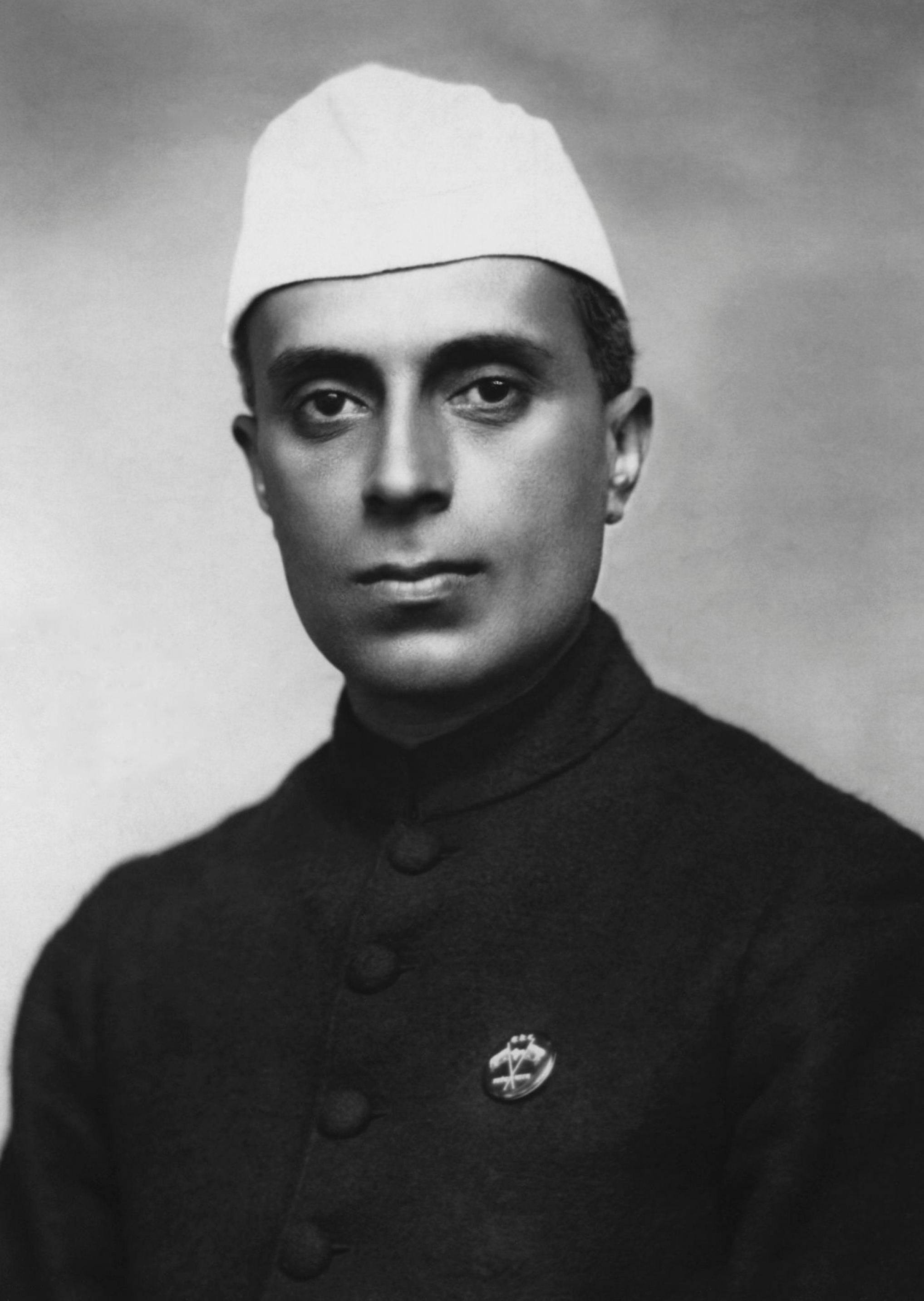
贾瓦哈拉尔·尼赫鲁

尼赫鲁主义（英語：Nehruism），又称尼赫鲁社会主义、国大党社会主义，是印度首任总理贾瓦哈拉尔·尼赫鲁提出的政治思想。尼赫鲁主义是在甘地主义的基础上发展而来，但与甘地主义相比，尼赫鲁主义不包含太多宗教伦理的内容。它主张建立世俗化政府，反对政教合一；提倡宗教信仰自由，所有宗教一律平等；反对教派主义，拒绝任何宗教团体享有特权；倡导社会平等，致力于消除种姓制度的差异。
社会主义思想是尼赫鲁主义的核心理念。尼赫鲁早年深受费边社会主义的影响，1955年，他提出“社会主义类型的社会”理论，倡导“中间的和民主的社会主义”。他认为，这种社会主义既不同于美国的道路，也不同于苏联的模式，从而避免了两者的弊端，同时吸收了各自的优点。其实质是在西方民主制度的基础上，融合社会主义元素，形成“民主的社会主义”。其主要内容包括：
1. 社会主义是一种“科学的”和“民主的”方法，强调“尊重个人自由”，并倡导通过“和平手段”解决社会与经济问题。
2. 社会主义并不要求完全废除私有制，提倡对主要工业和土地进行国有化。
3. 社会主义是一种没有阶级和种姓差异的社会模式，它提倡机会均等，目标是为每个人提供优质生活条件，确保充分就业。
4. 资本主义吸收了许多社会主义思想，正逐渐向社会主义靠拢，二者的差距在不断缩小。

尼赫鲁主义具有强烈的民族主义和大国沙文主义色彩，其主张独立后的印度应当继承英国在南亚的地位，不应甘居二等国家。
尼赫鲁主义是指导印度争取民族独立、以及独立后内政外交政策的核心思想。随着尼赫鲁—甘地家族在印度的长期执政，这一思想对印度内外政策产生了深远的影响。